# Ipomoea leucotricha
Ipomoea leucotricha är en vindeväxtart som beskrevs av John Donnell Smith. Ipomoea leucotricha ingår i släktet praktvindor, och familjen vindeväxter. Inga underarter finns listade i Catalogue of Life.